# 大沢町 (輪島市)
大沢町（おおざわまち）は、石川県輪島市の町名。上大沢町とともに間垣（竹を用いた垣根）の集落として知られ、「大沢・上大沢の間垣集落景観」は重要文化的景観に選定されている。

## 地理

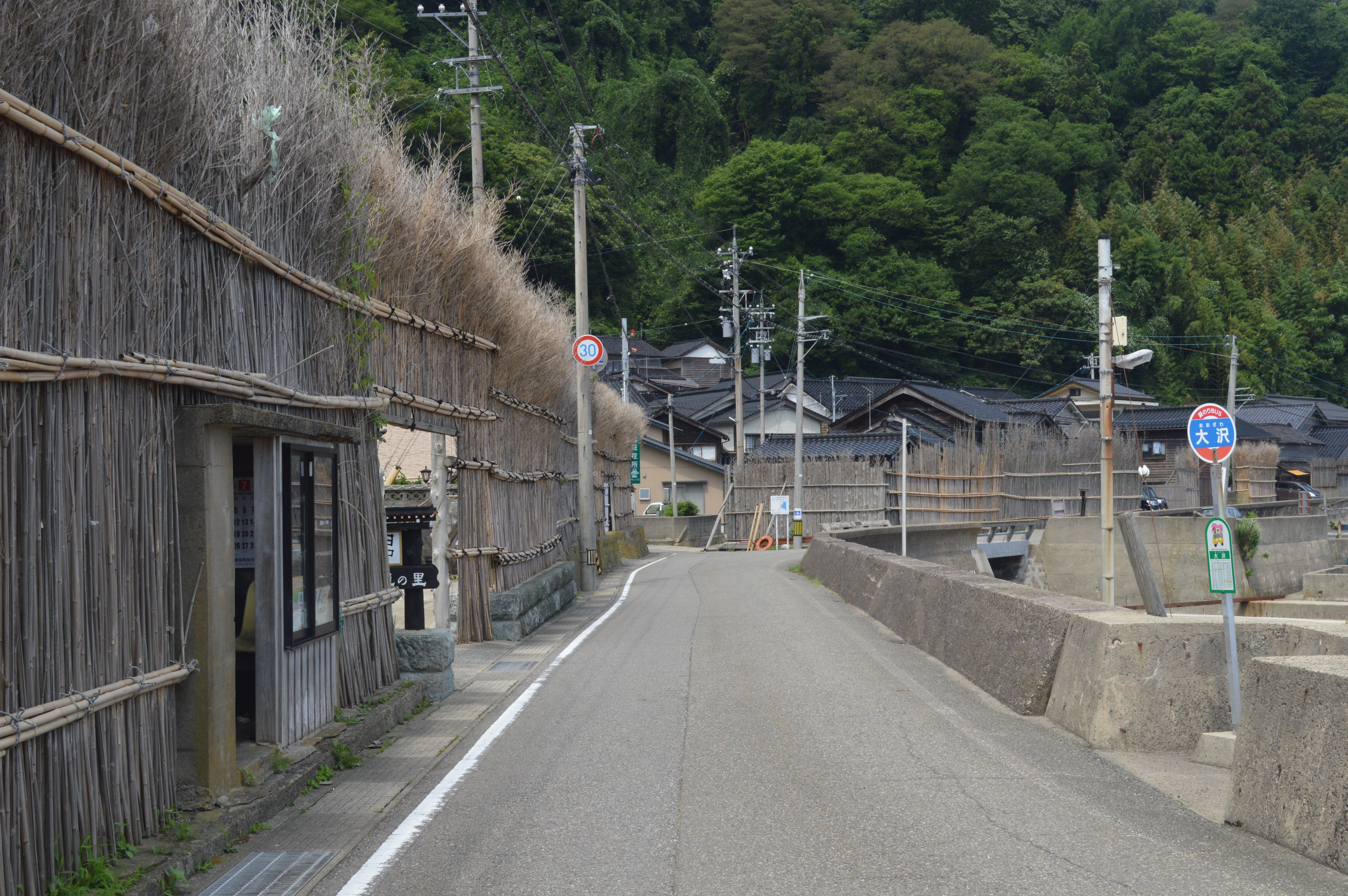
間垣に囲われた集落

能登半島の北部、山並みが日本海に迫る場所にある半農半漁の集落である。日本海から強い季節風が吹くことから、「間垣」と呼ばれる竹製の垣根で集落を囲んでいる。

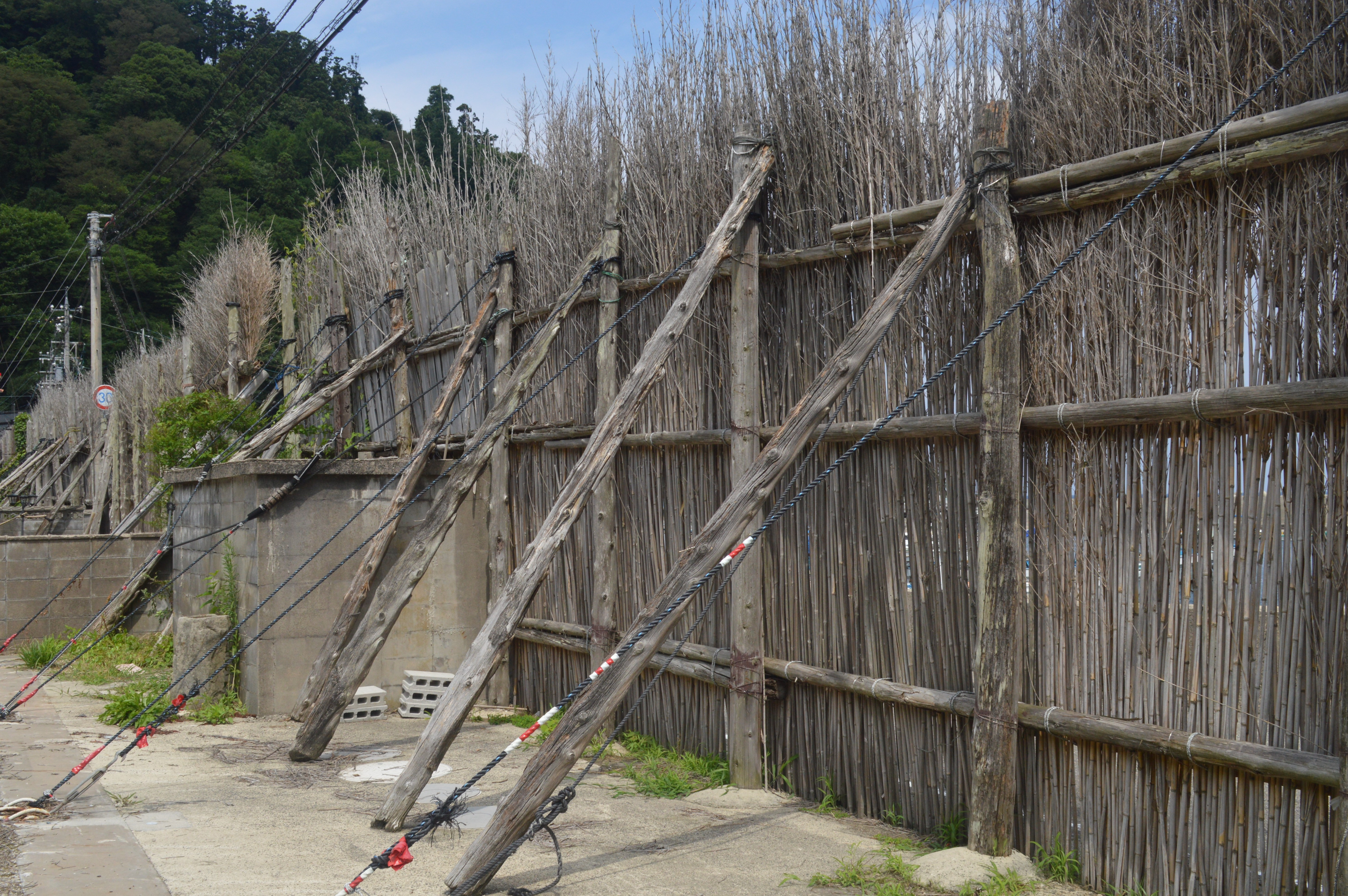
間垣
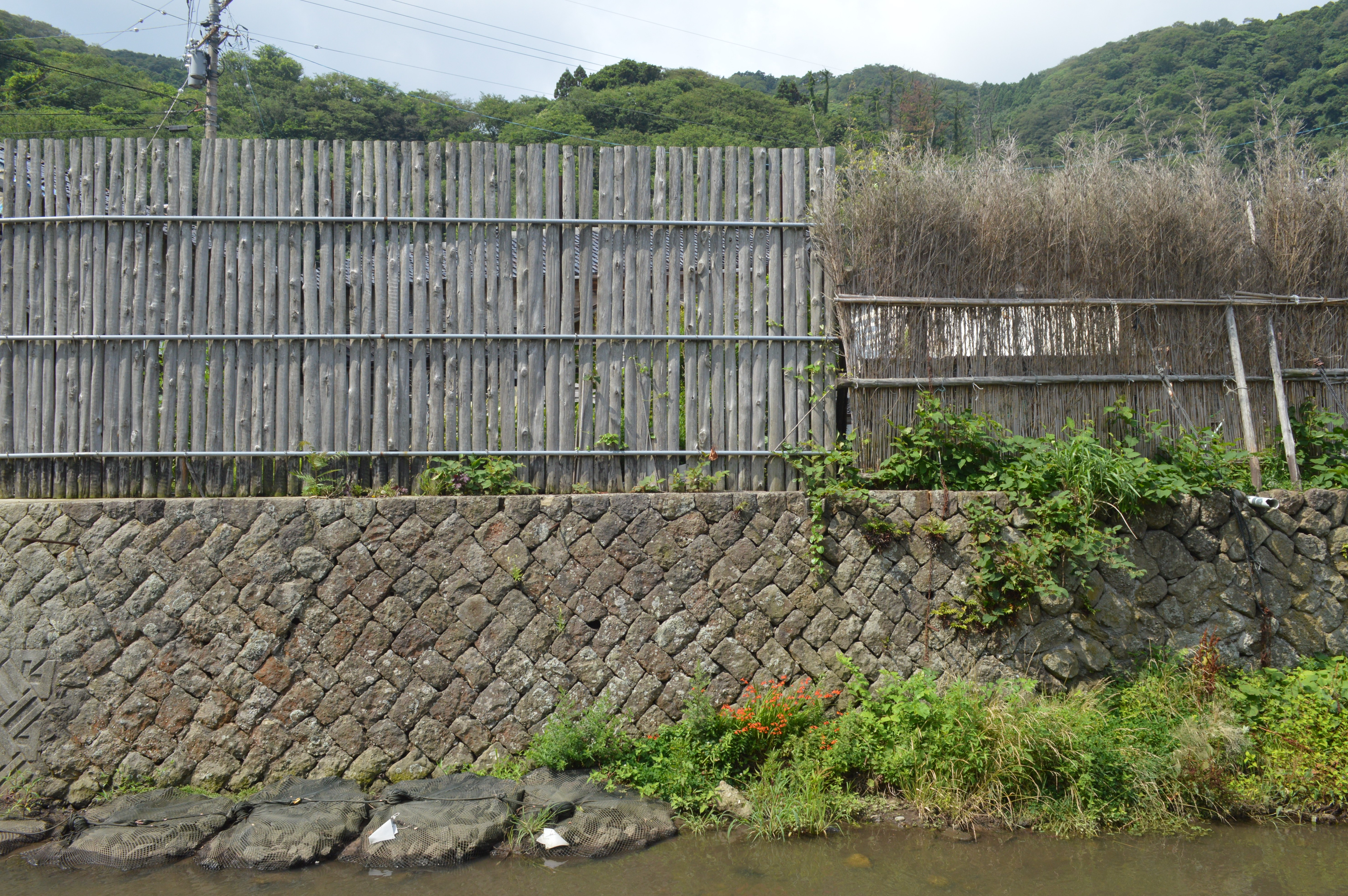
間垣
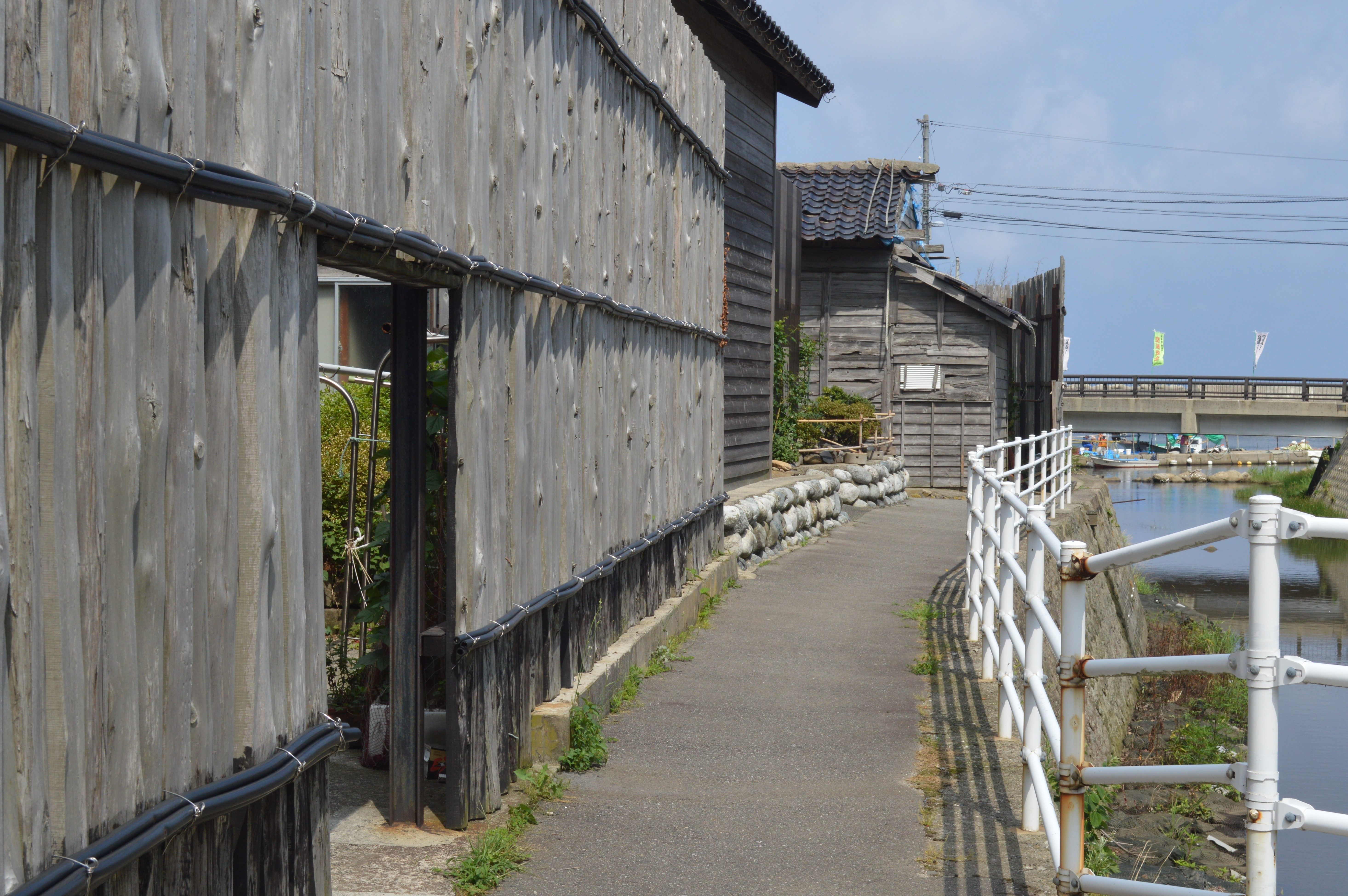
間垣

### 人口
2015年（平成27年）10月1日現在の世帯数と人口は以下の通りである。
| 町丁   | 世帯数 | 人口  |
| ------ | ------ | ----- |
| 大沢町 | 68世帯 | 150人 |

### 学区
市立小・中学校に通う場合、学区は以下の通り
| 番地 | 小学校             | 中学校             |
| ---- | ------------------ | ------------------ |
| 全域 | 輪島市立鳳至小学校 | 輪島市立輪島中学校 |

## 歴史
大沢村が文献に現れるのは、永和5年（1379年）正月11日の地頭弥郡氏の書状で、「しつらのしやう大さわむら」とあるのが初見である。中世の大沢村は現在より広く、現大沢町・上大沢町・西二又町・上山町を含む一帯だった。時代が下ると次第に各村が分かれ、当地は下大沢村と呼ばれるようになった。江戸時代に入り十村制が実施されると、弥郡氏の支流と伝える筒井氏が十村となり周辺村とともに管轄した。

### 年表
- 幕末 - 能登国鳳至郡七浦荘大沢村が存在。大屋組所属[8]。加賀藩領。
- 明治4年7月14日（1871年8月29日） - 廃藩置県により金沢県の管轄となる。
- 明治4年11月20日（1871年12月31日） - 第1次府県統合により七尾県の管轄となる。
- 明治5年9月27日（1872年10月29日） - 石川県の管轄となる。
- 1889年（明治22年）4月1日 - 町村制施行により、鳳至郡西保村発足。同村の字大沢となる。村役場が置かれる。
- 1954年（昭和29年）3月31日 - 周辺6町村との合併により、輪島市発足。同市大沢町となる。
- 2015年（平成27年） - NHKの連続テレビ小説で『まれ』が放送され、大沢町は架空の村「外浦村」のモデルとなった[9]。

## 交通

### バス
北鉄奥能登バス
- 西保線
  - <輪島方面> - 大沢大橋 - 大沢 - <雑座方面>

### 道路
- 石川県道38号輪島浦上線

## 施設
- 西保郵便局
- 輪島市立西保中学校 - 2007年（平成19年）閉校。1950年（昭和25年）竣工の木造校舎が現存。
- 大沢漁港

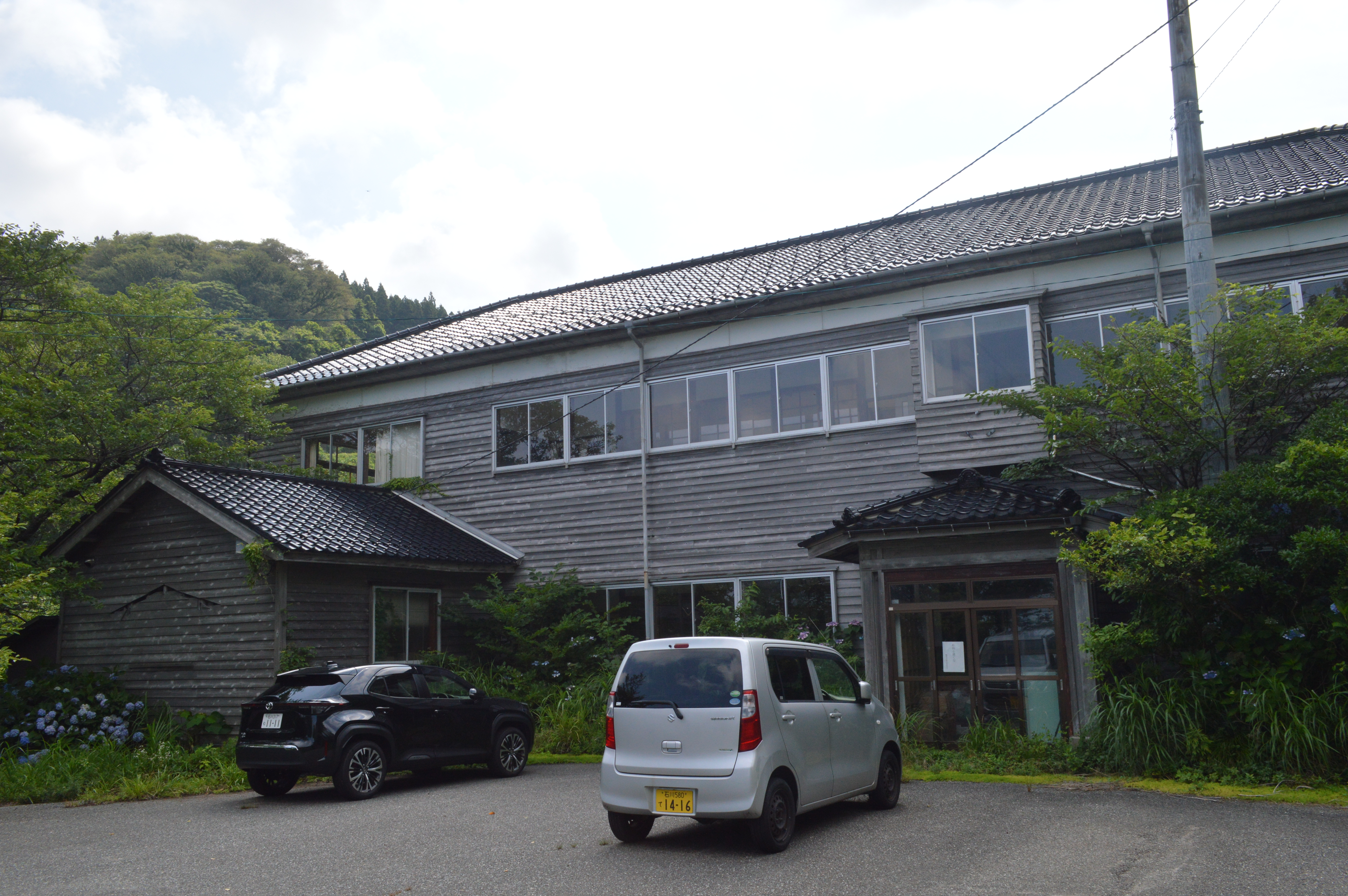
輪島市立西保中学校
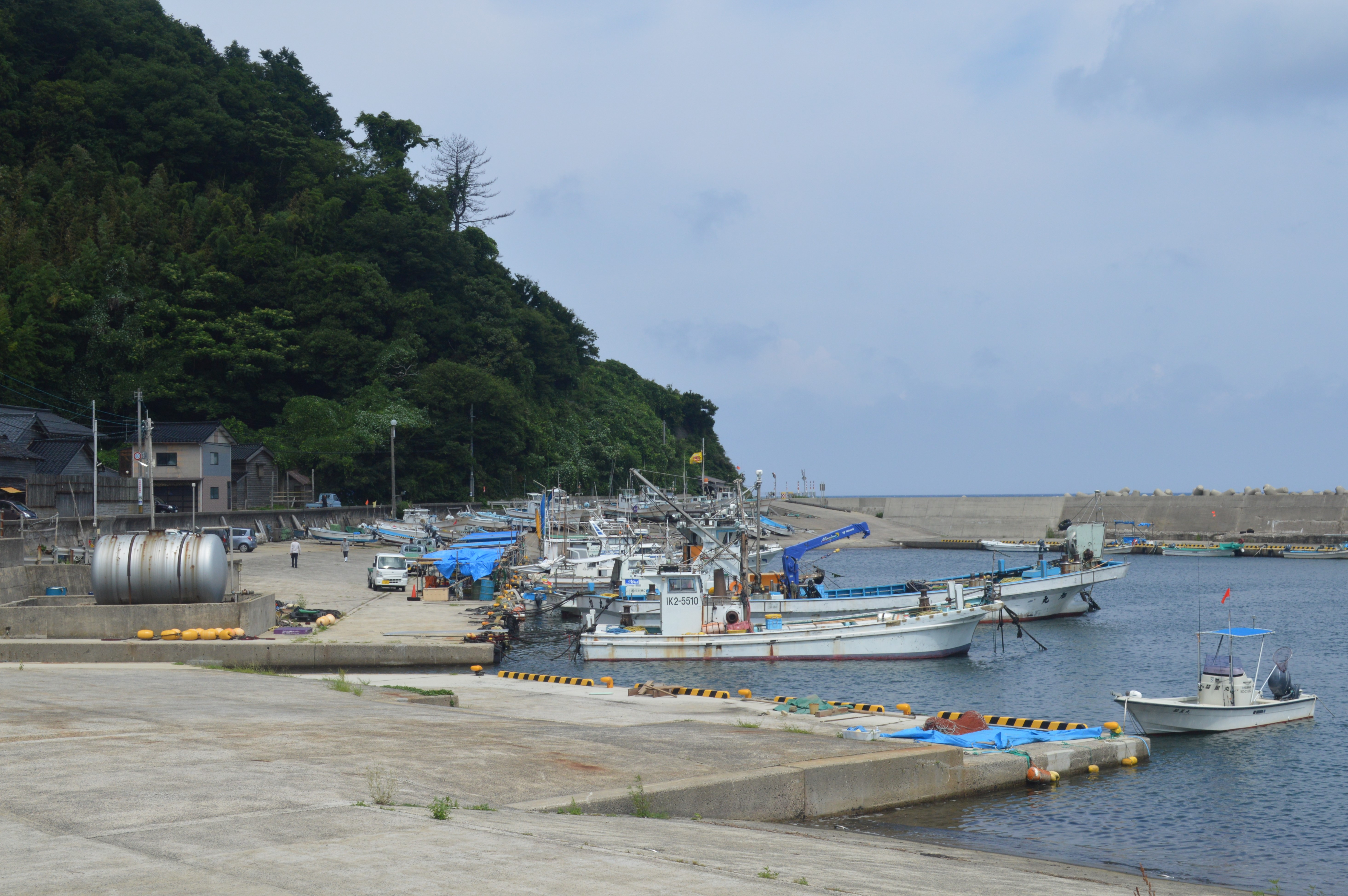
大沢漁港

## 名所・旧跡
- 桶滝 - 石川県指定天然記念物及び名勝[10]

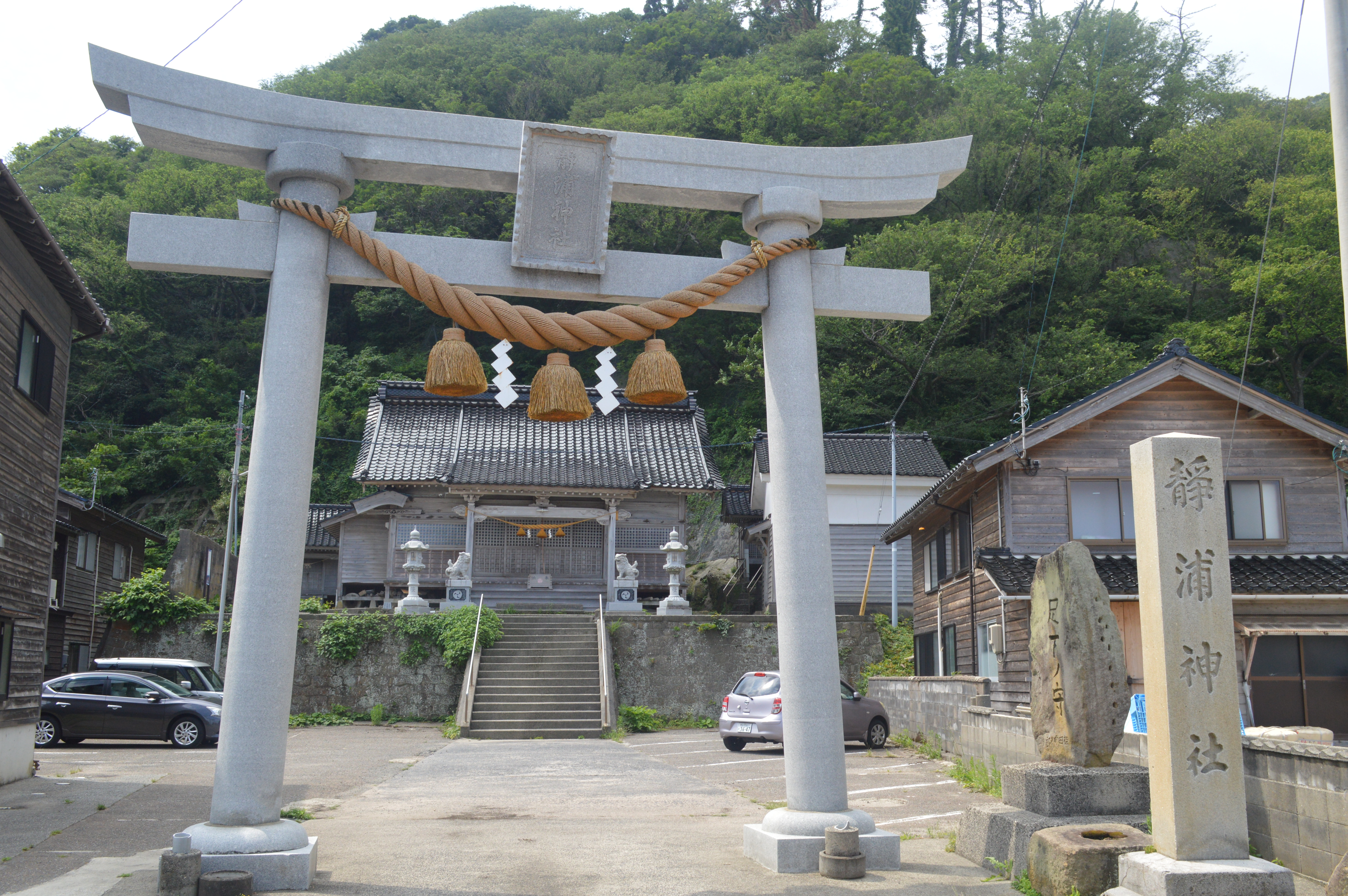
静浦神社

- 大沢・上大沢の間垣集落景観 - 文化財保護法による重要文化的景観[11]。水産庁によって「奥能登の間垣」として未来に残したい漁業漁村の歴史文化財産百選に選定されている。
- 静浦神社